# Mistrzostwa Luksemburga w piłce nożnej mężczyzn
Mistrzostwa Luksemburga w piłce nożnej (luks. Lëtzebuerger Foussballchampionat, fr. Championnat du Luxembourg de football, niem. Luxemburgische Fußballmeisterschaft) – rozgrywki piłkarskie, prowadzone cyklicznie - corocznie lub co sezonowo (na przełomie dwóch lat kalendarzowych) – mające na celu wyłonienie najlepszej męskiej drużyny w Luksemburgu.

## Historia
Mistrzostwa Luksemburga w piłce nożnej rozgrywane są od 1909 roku. Obecnie rozgrywki odbywają się w wielopoziomowych ligach: Nationaldivisioun, Éierepromotioun, Éischter Divisioun oraz niższych klasach.
9 grudnia 1906 roku w Esch-sur-Alzette powstał pierwszy luksemburski klub piłkarski Fola Esch, potem następne. Po założeniu luksemburskiej federacji piłkarskiej - FLF w 1908 roku, rozpoczął się proces zorganizowania pierwszych oficjalnych Mistrzostw Luksemburga w sezonie 1909/10. Do 1915 rozgrywki odbywały się w grupie, a potem prowadzono mecz finałowy pomiędzy najlepszymi drużynami. Do sezonu 1913/1914 rozgrywki nazywały się w języku luksemburskim i francuskim odpowiednio Lëtzebuerger Championnat / Championnat Luxembourgeois.
W sezonie 1914/15 po raz pierwszy wystartowały rozgrywki w Éischt Divisioun / Première Division. W sezonie 1932/33 liga zmieniła nazwę na Éirendivisioun / Division d'Honneur.
Rozgrywki zawodowej Nationaldivisioun (fr. Division Nationale) zainaugurowano w sezonie 1957/58.

## Mistrzowie i pozostali medaliści
| Sezon | K | K | T  | Mistrz                 | Wicemistrz                 | III miejsce                                               | Br. | Król strzelców                                                                             | Uwagi                              |
| Mistrzostwa Luksemburga (luks. Lëtzebuerger Foussballchampionat / fr. Championnat Luxembourgeois de football |   |   |    |                        |                            |                                                           |     |                                                                                            |                                    |
| 1909/10 |   |   | 1  | RC Luxembourg          | US Hollerich Bonnevoie     |                                                           | ?   | ?                                                                                          | 14 klubów                          |
| 1910/11 |   |   | 1  | SC Luxembourg          | SC Differdange             | US Hollerich Bonnevoie                                    | ?   | ?                                                                                          | 5 klubów                           |
| 1911/12 |   |   | 1  | US Hollerich Bonnevoie | SC Luxembourg              | RC Luxembourg                                             | ?   | ?                                                                                          | 4 kluby                            |
| 1912/13 |   |   |    |                        |                            |                                                           |     |                                                                                            | nie rozgrywano                     |
| 1913/14 |   |   | 2  | US Hollerich Bonnevoie | SC Luxembourg              | RC Luxembourg                                             | ?   | ?                                                                                          | 6 klubów                           |
| Éischt Divisioun / Première Division                                                                         |   |   |    |                        |                            |                                                           |     |                                                                                            |                                    |
| 1914/15 |   |   | 3  | US Hollerich Bonnevoie | Jeunesse Esch              | CS Pétange, Young Boys Diekirch (półfinaliści)            | ?   | ?                                                                                          | 11 klubów, 2 rundy                 |
| 1915/16 |   |   | 4  | US Hollerich Bonnevoie | SC Luxembourg              | Fola Esch                                                 | ?   | ?                                                                                          | 6 klubów                           |
| 1916/17 |   |   | 5  | US Hollerich Bonnevoie | Fola Esch                  | RC Luxembourg                                             | ?   | ?                                                                                          | 6 klubów                           |
| 1917/18 |   |   | 1  | Fola Esch              | US Hollerich Bonnevoie     | SC Luxembourg                                             | ?   | ?                                                                                          | 6 klubów                           |
| 1918/19 |   |   | 2  | SC Luxembourg          | Fola Esch                  | Jeunesse Esch                                             | ?   | ?                                                                                          | 6 klubów                           |
| 1919/20 |   |   | 2  | Fola Esch              | Stade Dudelange            | SC Luxembourg                                             | ?   | ?                                                                                          | 6 klubów                           |
| 1920/21 |   |   | 1  | Jeunesse Esch          | Fola Esch                  | Union Luxembourg                                          | ?   | ?                                                                                          | 8 klubów                           |
| 1921/22 |   |   | 3  | Fola Esch              | Union Luxembourg           | Jeunesse Esch                                             | ?   | ?                                                                                          | 8 klubów                           |
| 1922/23 |   |   | 1  | Red Boys Differdange   | Stade Dudelange            | Fola Esch                                                 | ?   | ?                                                                                          | 8 klubów                           |
| 1923/24 |   |   | 4  | Fola Esch              | Spora Luxembourg           | Red Boys Differdange                                      | ?   | ?                                                                                          | 8 klubów                           |
| 1924/25 |   |   | 1  | Spora Luxembourg       | Stade Dudelange            | Fola Esch                                                 | ?   | ?                                                                                          | 8 klubów                           |
| 1925/26 |   |   | 2  | Red Boys Differdange   | Spora Luxembourg           | Fola Esch                                                 | ?   | ?                                                                                          | 8 klubów                           |
| 1926/27 |   |   | 1  | Union Luxembourg       | Red Boys Differdange       | Spora Luxembourg                                          | ?   | ?                                                                                          | 8 klubów                           |
| 1927/28 |   |   | 2  | Spora Luxembourg       | Stade Dudelange            | Red Boys Differdange                                      | ?   | ?                                                                                          | 8 klubów                           |
| 1928/29 |   |   | 3  | Spora Luxembourg       | Fola Esch                  | Red Boys Differdange                                      | ?   | ?                                                                                          | 8 klubów                           |
| 1929/30 |   |   | 5  | Fola Esch              | Spora Luxembourg           | Red Boys Differdange                                      | ?   | ?                                                                                          | 8 klubów                           |
| 1930/31 |   |   | 3  | Red Boys Differdange   | Spora Luxembourg           | Progrès Niedercorn                                        | ?   | ?                                                                                          | 8 klubów                           |
| 1931/32 |   |   | 4  | Red Boys Differdange   | Progrès Niedercorn         | Spora Luxembourg                                          | ?   | ?                                                                                          | 8 klubów                           |
| Éirendivisioun / Division d'Honneur                                                                          |   |   |    |                        |                            |                                                           |     |                                                                                            |                                    |
| 1932/33 |   |   | 5  | Red Boys Differdange   | Spora Luxembourg           | Progrès Niedercorn                                        | ?   | ?                                                                                          | 8 klubów                           |
| 1933/34 |   |   | 4  | Spora Luxembourg       | Red Boys Differdange       | US Dudelange                                              | ?   | ?                                                                                          | 8 klubów                           |
| 1934/35 |   |   | 5  | Spora Luxembourg       | Red Boys Differdange       | Jeunesse Esch                                             | ?   | ?                                                                                          | 8 klubów                           |
| 1935/36 |   |   | 6  | Spora Luxembourg       | Jeunesse Esch              | Red Boys Differdange                                      | ?   | ?                                                                                          | 10 klubów                          |
| 1936/37 |   |   | 2  | Jeunesse Esch          | Progrès Niedercorn         | US Dudelange                                              | ?   | ?                                                                                          | 10 klubów                          |
| 1937/38 |   |   | 7  | Spora Luxembourg       | Jeunesse Esch              | Stade Dudelange                                           | ?   | ?                                                                                          | 10 klubów                          |
| 1938/39 |   |   | 1  | Stade Dudelange        | US Dudelange               | Spora Luxembourg                                          | ?   | ?                                                                                          | 10 klubów                          |
| 1939/40 |   |   | 2  | Stade Dudelange        | US Dudelange               | Progrès Niedercorn                                        | ?   | ?                                                                                          | 10 klubów                          |
| 1941-1943 |   |   |    |                        |                            |                                                           |     |                                                                                            | wstrzymane przez II wojnę światową |
| 1944/45 |   |   | 3  | Stade Dudelange        | Spora Luxembourg           | Red Boys Differdange, National Schifflange (półfinaliści) | ?   | ?                                                                                          | 9 klubów, 2 rundy                  |
| 1945/46 |   |   | 4  | Stade Dudelange        | US Dudelange               | Progrès Niedercorn                                        | ?   | ?                                                                                          | 10 klubów                          |
| 1946/47 |   |   | 5  | Stade Dudelange        | US Dudelange               | Fola Esch                                                 | ?   | ?                                                                                          | 12 klubów                          |
| 1947/48 |   |   | 6  | Stade Dudelange        | Union Luxembourg           | Red Boys Differdange                                      | ?   | ?                                                                                          | 12 klubów                          |
| 1948/49 |   |   | 8  | Spora Luxembourg       | Fola Esch                  | Stade Dudelange                                           | ?   | ?                                                                                          | 12 klubów                          |
| 1949/50 |   |   | 7  | Stade Dudelange        | National Schifflange       | Spora Luxembourg                                          | ?   | ?                                                                                          | 12 klubów                          |
| 1950/51 |   |   | 3  | Jeunesse Esch          | National Schifflange       | Red Boys Differdange                                      | ?   | ?                                                                                          | 12 klubów                          |
| 1951/52 |   |   | 1  | National Schifflange   | Spora Luxembourg           | Stade Dudelange                                           | ?   | ?                                                                                          | 10 klubów                          |
| 1952/53 |   |   | 1  | Progrès Niedercorn     | Jeunesse Esch              | Stade Dudelange                                           | ?   | ?                                                                                          | 12 klubów                          |
| 1953/54 |   |   | 4  | Jeunesse Esch          | Fola Esch                  | Progrès Niedercorn                                        | ?   | ?                                                                                          | 12 klubów                          |
| 1954/55 |   |   | 8  | Stade Dudelange        | Fola Esch                  | Union Luxembourg                                          | ?   | ?                                                                                          | 12 klubów                          |
| 1955/56 |   |   | 9  | Spora Luxembourg       | Stade Dudelange            | Progrès Niedercorn                                        | ?   | ?                                                                                          | 12 klubów                          |
| 1956/57 |   |   | 9  | Stade Dudelange        | Jeunesse Esch              | Red Boys Differdange                                      | ?   | ?                                                                                          | 12 klubów                          |
| Nationaldivisioun                                                                                            |   |   |    |                        |                            |                                                           |     |                                                                                            |                                    |
| 1957/58 |   |   | 5  | Jeunesse Esch          | Red Boys Differdange       | Stade Dudelange                                           | ?   | ?                                                                                          | 12 klubów                          |
| 1958/59 |   |   | 6  | Jeunesse Esch          | Spora Luxembourg           | Red Boys Differdange                                      | ?   | ?                                                                                          | 12 klubów                          |
| 1959/60 |   |   | 7  | Jeunesse Esch          | Stade Dudelange            | CS Grevenmacher                                           | ?   | ?                                                                                          | 12 klubów                          |
| 1960/61 |   |   | 10 | Spora Luxembourg       | Jeunesse Esch              | Union Luxembourg                                          | ?   | ?                                                                                          | 12 klubów                          |
| 1961/62 |   |   | 2  | Union Luxembourg       | Alliance Dudelange         | Spora Luxembourg                                          | ?   | ?                                                                                          | 12 klubów                          |
| 1962/63 |   |   | 8  | Jeunesse Esch          | Union Luxembourg           | Red Boys Differdange                                      | ?   | ?                                                                                          | 12 klubów                          |
| 1963/64 |   |   | 1  | Aris Bonnevoie         | Union Luxembourg           | Stade Dudelange                                           | ?   | ?                                                                                          | 12 klubów                          |
| 1964/65 |   |   | 10 | Stade Dudelange        | Union Luxembourg           | Jeunesse Esch                                             | ?   | ?                                                                                          | 12 klubów                          |
| 1965/66 |   |   | 2  | Aris Bonnevoie         | Union Luxembourg           | US Dudelange                                              | ?   | ?                                                                                          | 12 klubów                          |
| 1966/67 |   |   | 9  | Jeunesse Esch          | Spora Luxembourg           | Union Luxembourg                                          | ?   | ?                                                                                          | 12 klubów                          |
| 1967/68 |   |   | 10 | Jeunesse Esch          | US Rumelange               | Union Luxembourg                                          | ?   | ?                                                                                          | 12 klubów                          |
| 1968/69 |   |   | 1  | Avenir Beggen          | Jeunesse Esch              | Aris Bonnevoie                                            | ?   | ?                                                                                          | 12 klubów                          |
| 1969/70 |   |   | 11 | Jeunesse Esch          | US Rumelange               | Spora Luxembourg                                          | ?   | ?                                                                                          | 12 klubów                          |
| 1970/71 |   |   | 3  | Union Luxembourg       | Aris Bonnevoie             | Jeunesse Esch                                             | ?   | ?                                                                                          | 12 klubów                          |
| 1971/72 |   |   | 3  | Aris Bonnevoie         | US Rumelange               | Red Boys Differdange                                      | ?   | ?                                                                                          | 12 klubów                          |
| 1972/73 |   |   | 12 | Jeunesse Esch          | Union Luxembourg           | Fola Esch                                                 | ?   | ?                                                                                          | 12 klubów                          |
| 1973/74 |   |   | 13 | Jeunesse Esch          | Red Boys Differdange       | Spora Luxembourg                                          | ?   | ?                                                                                          | 12 klubów                          |
| 1974/75 |   |   | 14 | Jeunesse Esch          | Avenir Beggen              | Union Luxembourg                                          | ?   | ?                                                                                          | 12 klubów                          |
| 1975/76 |   |   | 15 | Jeunesse Esch          | Red Boys Differdange       | US Rumelange                                              | ?   | ?                                                                                          | 12 klubów                          |
| 1976/77 |   |   | 16 | Jeunesse Esch          | Progrès Niedercorn         | Red Boys Differdange                                      | ?   | ?                                                                                          | 12 klubów                          |
| 1977/78 |   |   | 2  | Progrès Niedercorn     | Jeunesse Esch              | Red Boys Differdange                                      | ?   | ?                                                                                          | 12 klubów                          |
| 1978/79 |   |   | 6  | Red Boys Differdange   | Progrès Niedercorn         | Union Luxembourg                                          | ?   | ?                                                                                          | 12 klubów                          |
| 1979/80 |   |   | 17 | Jeunesse Esch          | Red Boys Differdange       | Progrès Niedercorn                                        | ?   | ?                                                                                          | 12 klubów                          |
| 1980/81 |   |   | 3  | Progrès Niedercorn     | Red Boys Differdange       | Jeunesse Esch                                             | ?   | ?                                                                                          | 12 klubów                          |
| 1981/82 |   |   | 2  | Avenir Beggen          | Progrès Niedercorn         | Jeunesse Esch                                             | ?   | ?                                                                                          | 12 klubów                          |
| 1982/83 |   |   | 18 | Jeunesse Esch          | Avenir Beggen              | Aris Bonnevoie                                            | ?   | ?                                                                                          | 12 klubów                          |
| 1983/84 |   |   | 3  | Avenir Beggen          | Red Boys Differdange       | Progrès Niedercorn                                        | ?   | ?                                                                                          | 12 klubów                          |
| 1984/85 |   |   | 19 | Jeunesse Esch          | Red Boys Differdange       | Avenir Beggen                                             | ?   | ?                                                                                          | 12 klubów                          |
| 1985/86 |   |   | 4  | Avenir Beggen          | Jeunesse Esch              | Spora Luxembourg                                          | ?   | ?                                                                                          | 12 klubów                          |
| 1986/87 |   |   | 20 | Jeunesse Esch          | Avenir Beggen              | Spora Luxembourg                                          | ?   | ?                                                                                          | 12 klubów                          |
| 1987/88 |   |   | 21 | Jeunesse Esch          | Avenir Beggen              | Union Luxembourg                                          | 7   | Patrick Morocutti (Union Luxembourg)                                                       | 12 klubów, 2 rundy                 |
| 1988/89 |   |   | 11 | Spora Luxembourg       | Jeunesse Esch              | Union Luxembourg                                          | 11  | Théo Scholten (Jeunesse Esch), Markus Krahen (Avenir Beggen), Armin Krings (Avenir Beggen) | 10 klubów, 2 rundy                 |
| 1989/90 |   |   | 4  | Union Luxembourg       | Avenir Beggen              | Jeunesse Esch                                             | 17  | Markus Krahen (Avenir Beggen)                                                              | 10 klubów, 2 rundy                 |
| 1990/91 |   |   | 5  | Union Luxembourg       | Jeunesse Esch              | Spora Luxembourg                                          | 12  | Patrick Morocutti (Union Luxembourg)                                                       | 10 klubów, 2 rundy                 |
| 1991/92 |   |   | 6  | Union Luxembourg       | Avenir Beggen              | Spora Luxembourg                                          | 22  | Markus Krahen (Avenir Beggen)                                                              | 10 klubów, 2 rundy                 |
| 1992/93 |   |   | 5  | Avenir Beggen          | Union Luxembourg           | Jeunesse Esch                                             | 36  | Armin Krings (Avenir Beggen)                                                               | 10 klubów, 2 rundy                 |
| 1993/94 |   |   | 6  | Avenir Beggen          | CS Grevenmacher            | Union Luxembourg                                          | 21  | Stefano Fanelli (F91 Dudelange)                                                            | 10 klubów, 2 rundy                 |
| 1994/95 |   |   | 22 | Jeunesse Esch          | CS Grevenmacher            | Avenir Beggen                                             | 35  | Yves Heinen (Red Boys Differdange)                                                         | 12 klubów                          |
| 1995/96 |   |   | 23 | Jeunesse Esch          | CS Grevenmacher            | Union Luxembourg                                          | 20  | Mikhail Zaritskiy (Avenir Beggen)                                                          | 12 klubów                          |
| 1996/97 |   |   | 24 | Jeunesse Esch          | CS Grevenmacher            | Union Luxembourg                                          | 16  | Franco Iovino (FC Wiltz 71), Mikhail Zaritskiy (Sporting Mertzig)                          | 12 klubów                          |
| 1997/98 |   |   | 25 | Jeunesse Esch          | Union Luxembourg           | CS Grevenmacher                                           | 12  | Mikhail Zaritskiy (Sporting Mertzig)                                                       | 12 klubów                          |
| 1998/99 |   |   | 26 | Jeunesse Esch          | F91 Dudelange              | Avenir Beggen                                             | 22  | Frédéric Cicchirillo (Sporting Mertzig)                                                    | 12 klubów                          |
| 1999/00 |   |   | 1  | F91 Dudelange          | CS Grevenmacher            | Jeunesse Esch                                             | 19  | Marcel Christophe (FC Mondercange)                                                         | 12 klubów, 2 rundy                 |
| 2000/01 |   |   | 2  | F91 Dudelange          | CS Grevenmacher            | CS Hobscheid                                              | 27  | Mikhail Zaritskiy (Sporting Mertzig)                                                       | 12 klubów, 2 rundy                 |
| 2001/02 |   |   | 3  | F91 Dudelange          | CS Grevenmacher            | Union Luxembourg                                          | 22  | Frédéric Cicchirillo (F91 Dudelange)                                                       | 12 klubów, 2 rundy                 |
| 2002/03 |   |   | 1  | CS Grevenmacher        | F91 Dudelange              | Jeunesse Esch                                             | 25  | Daniel Huss (CS Grevenmacher)                                                              | 12 klubów, 2 rundy                 |
| 2003/04 |   |   | 27 | Jeunesse Esch          | F91 Dudelange              | Etzella Ettelbruck                                        | 25  | José Gomes (Spora Luxembourg)                                                              | 12 klubów, 2 rundy                 |
| 2004/05 |   |   | 4  | F91 Dudelange          | Etzella Ettelbruck         | Jeunesse Esch                                             | 26  | Sergio Pupovac (CS Alliance 01)                                                            | 12 klubów, 2 rundy                 |
| 2005/06 |   |   | 5  | F91 Dudelange          | Jeunesse Esch              | Etzella Ettelbruck                                        | 27  | Fatih Sözen (CS Grevenmacher)                                                              | 12 klubów, 2 rundy                 |
| 2006/07 |   |   | 6  | F91 Dudelange          | Etzella Ettelbruck         | FC Differdange 03                                         | 26  | Daniel da Mota (Etzella Ettelbruck)                                                        | 14 klubów                          |
| 2007/08 |   |   | 7  | F91 Dudelange          | Racing FC Union Luxembourg | Jeunesse Esch                                             | 15  | Emmanuel Coquelet (F91 Dudelange)                                                          | 14 klubów                          |
| 2008/09 |   |   | 8  | F91 Dudelange          | FC Differdange 03          | CS Grevenmacher                                           | 14  | Pierre Piskor (FC Differdange 03)                                                          | 14 klubów                          |
| 2009/10 |   |   | 28 | Jeunesse Esch          | F91 Dudelange              | CS Grevenmacher                                           | 15  | Daniel Huss (CS Grevenmacher)                                                              | 14 klubów                          |
| 2010/11 |   |   | 9  | F91 Dudelange          | Fola Esch                  | UN Käerjéng 97                                            | 20  | Sanel Ibrahimović (FC Wiltz 71)                                                            | 14 klubów                          |
| 2011/12 |   |   | 10 | F91 Dudelange          | Jeunesse Esch              | FC Differdange 03                                         | 23  | Omar Er Rafik (FC Differdange 03)                                                          | 14 klubów                          |
| 2012/13 |   |   | 6  | Fola Esch              | F91 Dudelange              | Jeunesse Esch                                             | 22  | Stefano Bensi (Fola Esch), Edis Osmanović (FC Wiltz 71)                                    | 14 klubów                          |
| 2013/14 |   |   | 11 | F91 Dudelange          | Fola Esch                  | FC Differdange 03                                         | 19  | Sanel Ibrahimović (Jeunesse Esch)                                                          | 14 klubów                          |
| 2014/15 |   |   | 7  | Fola Esch              | FC Differdange 03          | F91 Dudelange                                             | 20  | Sanel Ibrahimović (Jeunesse Esch)                                                          | 14 klubów                          |
| 2015/16 |   |   | 12 | F91 Dudelange          | Fola Esch                  | FC Differdange 03                                         | 24  | Julien Jahier (Union Luxembourg)                                                           | 14 klubów                          |
| 2016/17 |   |   | 13 | F91 Dudelange          | FC Differdange 03          | Fola Esch                                                 | 26  | Omar Er Rafik (FC Differdange 03)                                                          | 14 klubów                          |
| 2017/18 |   |   | 14 | F91 Dudelange          | Progrès Niedercorn         | Fola Esch                                                 | 33  | David Turpel (F91 Dudelange)                                                               | 14 klubów                          |
| 2018/19 |   |   | 15 | F91 Dudelange          | Fola Esch                  | Jeunesse Esch                                             | 23  | Samir Hadji (Fola Esch)                                                                    | 14 klubów                          |
| 2019/20 |   |   |    | ---                    | ---                        | ---                                                       |     |                                                                                            | 14 klubów                          |
| 2020/21 |   |   | 8  | Fola Esch              | F91 Dudelange              | Swift Hesperange                                          | 33  | Zachary Hadji (Fola Esch)                                                                  | 16 klubów                          |
| 2021/22 |   |   | 16 | F91 Dudelange          | FC Differdange 03          | Fola Esch                                                 | 23  | Dominik Stolz (Swift Hesperange)                                                           | 16 klubów                          |
| 2022/23 |   |   | 1  | Swift Hesperange       | Progrès Niedercorn         | F91 Dudelange                                             | 32  | Rayan Philippe (Swift Hesperange)                                                          | 16 klubów                          |
| 2023/24 |   |   | 1  | FC Differdange 03      | Swift Hesperange           | F91 Dudelange                                             | 25  | Jorge Gabriel Costa Monteiro (Differdange 03)                                              | 16 klubów                          |
| 2024/25 |   |   | 2  | FC Differdange 03      | UNA Strassen               | F91 Dudelange                                             | 22  | Matheus Nogueira de Souza (UNA Strassen) Yann Mabella (Racing FC)                          | 16 klubów                          |

## Statystyka

### Klasyfikacja według klubów
W dotychczasowej historii Mistrzostw Luksemburga na podium oficjalnie stawało w sumie 25 drużyn. Liderem klasyfikacji jest Jeunesse Esch, który zdobył 28 tytułów mistrzowskich.
Stan po sezonie 2023/24.
| Lp. | Klub                       | Miejsca na podium | Miejsca na podium | Miejsca na podium | Zwycięskie sezony |    |    | |
| --- | -------------------------- | ----------------- | ----------------- | ----------------- | --- | -- | -- | --- |
| Lp. | Klub                       | 1.                | Jeunesse Esch     | 28                | Zwycięskie sezony | 13 | 15 | 1920/21, 1936/37, 1950/51, 1953_54, 1957/58, 1958/59, 1959/60, 1962/63, 1966/67, 1967/68, 1969/70, 1972/73, 1973/74, 1974/75, 1975/76, 1976/77, 1979/80, 1982/83, 1984/85, 1986/87, 1987/88, 1994/95, 1995/96, 1996/97, 1997/98, 1998/99, 2003/04, 2009/10 |
| 2.  | F91 Dudelange              | 15                | 6                 | 3                 | 1999/2000, 2000/01, 2001/02, 2004/05, 2005/06, 2006/07, 2007/08, 2008/09, 2010/11, 2011/12, 2013/14, 2015/16, 2016/17, 2017/18, 2018/19, 2021/2022 |    |    | |
| 3.  | Spora Luxembourg           | 11                | 10                | 11                | 1924/25, 1927/28, 1928/29, 1933/34, 1934/35, 1935/36, 1937/38, 1948/49, 1955/56, 1960/61, 1988/89                                                  |    |    | |
| 4.  | Stade Dudelange            | 10                | 6                 | 6                 | 1938/39, 1939/40, 1944/45, 1945/46, 1946/47, 1947/48, 1949/50, 1954/55, 1956/57, 1964/65                                                           |    |    | |
| 5.  | Fola Esch                  | 8                 | 10                | 9                 | 1917/18, 1919/20, 1921/22, 1923/24, 1929/30, 2012/13, 2014/15, 2020/2021                                                                           |    |    | |
| 6.  | Red Boys Differdange       | 6                 | 11                | 14                | 1922/23, 1925/26, 1930/31, 1931/32, 1932/33, 1978/79                                                                                               |    |    | |
| 7.  | Union Luxembourg           | 6                 | 9                 | 13                | 1926/27, 1961/62, 1970/71, 1989/90, 1990/91, 1991/92                                                                                               |    |    | |
| 8.  | Avenir Beggen              | 6                 | 5                 | 3                 | 1968/69, 1981/82, 1983/84, 1985/86, 1992/93, 1993/94                                                                                               |    |    | |
| 9.  | US Hollerich Bonnevoie     | 5                 | 2                 | 1                 | 1911/12, 1913/14, 1914/15, 1915/16, 1916/17 |    |    | |
| 10. | Progrès Niedercorn         | 3                 | 7                 | 8                 | 1952/53, 1977/78, 1980/81 |    |    | |
| 11. | Aris Bonnevoie             | 3                 | 1                 | 2                 | 1963/64, 1965/66, 1971/72 |    |    | |
| 12. | Sporting Club Luksemburg   | 2                 | 3                 | 2                 | 1910/11, 1918/19 |    |    | |
| 13. | CS Grevenmacher            | 1                 | 7                 | 4                 | 2002/03 |    |    | |
| 14. | FC Differdange 03          | 1                 | 4                 | 4                 | 2023/24 |    |    | |
| 15. | National Schifflange       | 1                 | 2                 | 0                 | 1951/52 |    |    | |
| 16. | Swift Hesperange           | 1                 | 1                 | 1                 | 2022/23 |    |    | |
| 17. | Racing Club Luksemburg     | 1                 | 0                 | 3                 | 1909/10 |    |    | |
| 18. | US Dudelange               | 0                 | 4                 | 3                 | |    |    | |
| 19. | US Rumelange               | 0                 | 3                 | 1                 | |    |    | |
| 20. | Etzella Ettelbruck         | 0                 | 2                 | 2                 | |    |    | |
| 21. | Alliance Dudelange         | 0                 | 1                 | 0                 | |    |    | |
| 21. | Racing FC Union Luxembourg | 0                 | 1                 | 0                 | |    |    | |
| 23. | CS Hobscheid               | 0                 | 0                 | 1                 | |    |    | |
| 23. | CS Pétange                 | 0                 | 0                 | 1                 | |    |    | |
| 23. | UN Käerjéng 97             | 0                 | 0                 | 1                 | |    |    | |
| 23. | Young Boys Diekirch        | 0                 | 0                 | 1                 | |    |    | |

### Klasyfikacja według miast
Siedziby klubów: stan po sezonie 2023/24.
| Miasto           | Liczba tytułów | Kluby |
| ---------------- | -------------- | --- |
| Esch-sur-Alzette | 36             | Jeunesse Esch (28), Fola Esch (8)                                                                                  |
| Luksemburg       | 34             | Spora (11), Union (6), Avenir Beggen (6), US Hollerich Bonnevoie (5), Aris Bonnevoie (3), Sporting (2), Racing (1) |
| Dudelange        | 26             | F91 Dudelange (16), Stade Dudelange (10)                                                                           |
| Differdange      | 7              | Red Boys Differdange (6), FC Differdange 03 (1)                                                                    |
| Niederkorn       | 3              | Progrès Niedercorn (3)                                                                                             |
| Grevenmacher     | 1              | CS Grevenmacher (1)                                                                                                |
| Schifflange      | 1              | National Schifflange (1)                                                                                           |
| Hesperange       | 1              | Swift Hesperange (1)                                                                                               |

## Uczestnicy
Są 71 zespołów, które wzięli udział w 108 ligowych Mistrzostwach Luksemburga, które były prowadzone od 1909/10 aż do sezonu 2024/25 łącznie. Żaden z zespołów nie był zawsze obecny w każdej edycji.
Pogrubione zespoły biorące udział w sezonie 2024/25.
- 103 razy: Jeunesse Esch
- 78 razy: Union Luxembourg
- 74 razy: Red Boys Differdange
- 71 razy: Progres Niedercorn
- 69 razy: Spora Luksemburg
- 65 razy: Fola Esch
- 53 razy: Stade Dudelange
- 50 razy: CS Grevenmacher
- 47 razy: Avenir Beggen
- 42 razy: Aris Bonnevoie
- 41 razy: US Rumelange
- 33 razy: F91 Dudelange
- 32 razy: National Schifflange
- 31 razy: Etzella Ettelbruck
- 30 razy: US Dudelange
- 29 razy: FC Wiltz 71
- 27 razy: Alliance Dudelange
- 26 razy: Swift Hesperange
- 24 razy: CS Pétange
- 19 razy: FC Differdange 03, Racing FC Union Luxembourg
- 18 razy: CS Tétange
- 17 razy: Victoria Rosport
- 15 razy: Chiers Rodange, US Mondorf-les-Bains
- 13 razy: RM Hamm Benfica, Red Black Pfaffenthal, Sporting Club Luksemburg, UN Käerjéng 97
- 11 razy: FC Mondercange, Racing Club Luksemburg
- 10 razy: US Hollerich Bonnevoie, UNA Strassen
- 9 razy: US Hostert, Union Titus Pétange
- 8 razy: Olympique Eischen, FC Rodange 91, Sporting Mertzig
- 7 razy: Racing Rodange, Red Star Merl-Belair
- 6 razy: CS Hobscheid, Young Boys Diekirch
- 5 razy: Jeunesse Canach, Jeunesse Wasserbillig
- 4 razy: AS Differdange
- 3 razy: CS Echternach, Sporting Bettembourg
- 2 razy: Koeppchen Wormeldange, Progrès Grund, Rapid Neudorf, FC Schifflange 95, Union 05 Kayl-Tétange, US Esch
- 1 raz: CS Alliance 01 Luksemburg, Belval Belvaux, Blue Boys Muhlenbach, Daring Club Eich, Eclair Bettembourg, FC Mamer 32, FC Marisca Mersch, CS Oberkorn, Jeunesse Hautcharage, Mansfeldia Clausen, National Esch, SC Steinfort, Tricolore Muhlenweg, Jeunesse Esch (rezerwy), Racing Club Luksemburg (rezerwy), Sparta Dudelange (rezerwy), US Hollerich Bonnevoie (rezerwy), US Rumelange (rezerwy).